# Siamak Aghaei

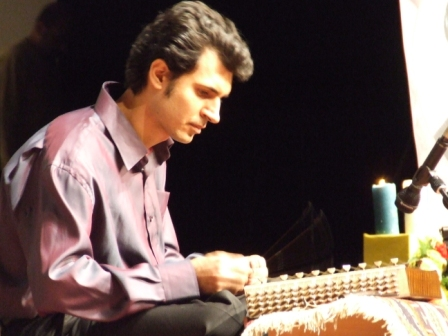
Siamak Aghaei

Siamak Aghaei (persisch سیامک آقایی anhörenⓘ; * 1974 in Ahwaz) ist ein iranischer Santurspieler und Komponist.
Aghaei begann seine Ausbildung als Santurspieler im Alter von acht Jahren bei Parviz Meshkatian und Masoud Shenasa. Später studierte er das klassische persische Repertoire (Radif) bei Mohammad Reza Lotfi und Majid Kiani. Er schloss ein Musikstudium an der Universität Teheran ab und lebt seither in Teheran als Komponist und Santurlehrer. 
Neben seiner Tätigkeit als klassischer Santurspieler erstellte Aghaei ein audiovisuelles Archiv der Musik und Instrumente aus Nordchorasan und arrangierte eine Serie von Rundfunklektionen über die unterschiedlichen Schulen des Santurspiels und ihre Techniken. 2000 gründete er das Ensemble Santur Nazavan (Santurspieler), mit dem er zeitgenössische iranische Santurmusik aufführt (DVD Beyond Our Path, 2007).
Weiterhin beteiligt sich Aghaei u. a. an Yo-Yo Mas "Silk Road Project", Ed Spanjaards Atlas Ensemble, Ross Dalys Labyrinth Modal Ensemble und Naseer Shammas Oriental Ensemble.

## Diskographie
- Ze Ba'de Ma (Beyond Our Path) – Santur Navazan Ensemble
- Naghshé Masturi – Solo Santur
- Santur Journeys – Duette für Santur und Weltmusik-Instrumente wie spanische bundlose Gitarre, afghanisches Sarud und japanische Shakuhachi
- Yad Bad, Livekonzert mit Salar Aghili (Gesang) und Pedram Khavar Zamini (Tombak)